# سارا لیند
سارا لیند (انگلیسی: Sarah Lind؛ زادهٔ ۲۲ ژوئیهٔ ۱۹۸۲) بازیگر اهل کانادا است. وی از سال ۱۹۹۸ میلادی تاکنون مشغول فعالیت بوده‌است.
از فیلم‌ها یا مجموعه‌های تلویزیونی که وی در آن‌ها نقش داشته‌است، می‌توان به قتل جسی جیمز به‌دست رابرت فورد بزدل، اردوگاه آموزشی، ولف لیک، منطقه مرده، غیب‌گو، اسمالویل، تاثیرات شخصی، آنچه بالا می‌رود و فارگو اشاره نمود.